# Jordi Xammar
Jordi Xammar Hernández, né le 2 décembre 1993 à Barcelone, est un skipper espagnol. 

## Biographie
Il participe à la compétition de voile aux Jeux olympiques d'été de 2016 à Rio de Janeiro dans la discipline du 470 et il se classe 12e avec son coéquipier Joan Herp.

## Palmarès
| Compétition           | 2012 | 2013 | 2014 | 2015 | 2016 | 2017 | 2018 | 2019 | 2021 |
| --------------------- | ---- | ---- | ---- | ---- | ---- | ---- | ---- | ---- | ---- |
| Championnats du monde | 68e  | 78e  | 7e   | 4e   | 13e  | 15e  | 3e   | 2e   | 3e   |
| Championnats d'Europe | -    | -    | 40e  | 31e  | 10e  | 4e   | 7e   | 2e   |      |